# فرودگاه کونکلین
فرودگاه کونکلین (به انگلیسی: Conklin Airport) یک فرودگاه همگانی است . این فرودگاه در کشور کانادا قرار دارد و در ارتفاع ۵۶۴ متری از سطح دریا واقع شده‌است.